# Gefangenenlager Lapušnik
Das Gefangenenlager Lapušnik oder Llapushnik war ein Gefangenenlager, das von der UÇK in der Nähe der Stadt Glogovac, im Kosovo, während des Kosovokrieges betrieben wurde.
Es wurde im Frühjahr 1998 in Betrieb genommen und die Insassen waren Gegenstand von Einschüchterung, Inhaftierung, Gewalt, Mord und Vergewaltigung. Die Opfer waren überwiegend Serben, aber auch Albaner.

## Geschichte
Im Frühjahr 1998 nahmen die UÇK unter dem Kommando von Fatmir Limaj und Isak Musliu widerrechtlich serbische und albanische Zivilisten aus den Gemeinden Štimlje, Drenas und Lipjan für längere Zeit im Lager gefangen. Am 25. oder 26. Juli gab die UÇK das Lager auf, als die serbischen Streitkräfte ihren Vormarsch auf Lapušnik begannen.

## Anklageschriften
Im Jahr 2003 beauftragte das UN-Kriegsverbrechertribunal (ICTY) gegen Fatmir Limaj, Isak Musliu und Haradin Bala ein Verfahren wegen Kriegsverbrechen und Verbrechen gegen die Menschlichkeit. Im November 2005 wurden alle Angeklagten, außer Haradin Bala, aus Mangel an Beweisen freigesprochen. Bala, der ein Wachmann im Lager war, wurde in den Anklagepunkten der Verfolgung aus politischen, rassischen und religiösen Gründen, der grausamen Behandlung, Mord, Vergewaltigung sowie für seine Rolle bei der Erhaltung und Durchsetzung der unmenschlichen Zustände im Lager für schuldig gesprochen und zu einer Freiheitsstrafe von 13 Jahren verurteilt.
Obwohl die genaue Zahl der Insassen nicht bekannt ist, ist bekannt, dass mindestens 23 Häftlinge getötet wurden (9 von ihnen wurden in den Bergen von Haradin Bala und zwei weiteren Wachen ermordet).